# Procissão

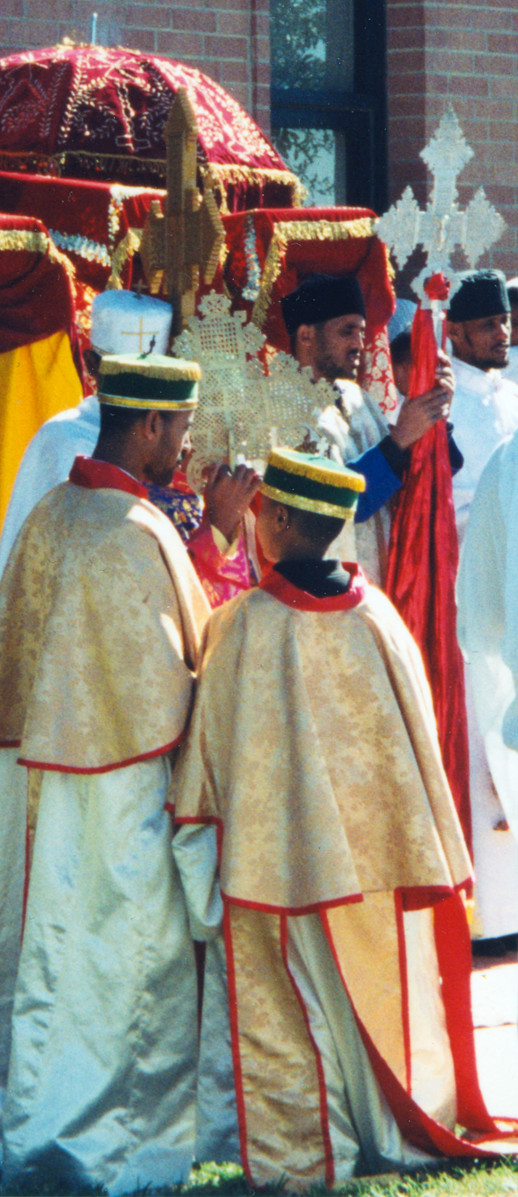
Clero liderando uma procissão de Etíopes ortodoxos em comemoração do São Miguel.

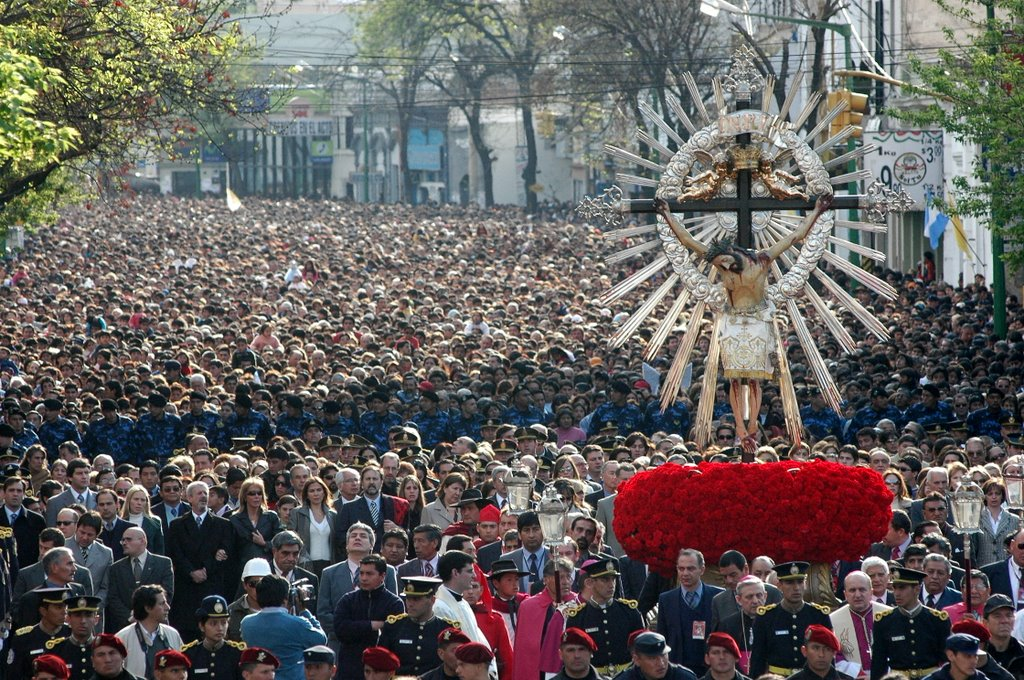
Procissão em Salta, Argentina.

Procissão (provém de procedere, "para ir adiante", "avançar", "caminhar") é um corpo organizado de pessoas caminhando de uma maneira formal ou cerimonial. Muitas vezes acontece sob a forma de um cortejo religioso realizado em marcha solene normalmente pelas ruas de uma localidade, carregando imagens e entoando orações ou cânticos. Este ritual, segundo a crença, tornaria as pessoas e os locais abençoados. Dessa última forma é praticado em várias religiões cristãs, tais como o catolicismo, a ortodoxia, e algumas igrejas reformadas.

## Em Roma
Segundo Dionísio de Halicarnasso, a procissão, como praticada na República Romana, era idêntica à procissão grega, o que, combinada com a semelhança nos rituais de sacrifício, nos jogos, e nas práticas da assembleia geral, recepção de estrangeiros e cessação das hostilidades, eram evidências de que Roma havia sido fundada, não por bárbaros, mas por gregos.
A procissão ocorria antes dos jogos, era conduzida pelos principais magistrados, começava no Capitólio, atravessava o Fórum Romano e terminava no Circo Máximo.
A sequência seguida na procissão era:
- os filhos dos romanos que estavam na idade de se tornar adultos; iam a cavalo aqueles cujos pais eram cavaleiros romanos, e a pé os destinados a servir na infantaria;[4]
- os guiadores de carruagens, bigas e quadrigas;[5]
- os que competiriam nos jogos, com os corpos nus exceto por uma veste cobrindo os órgãos genitais;[5]
- a primeira divisão de dançarinos, de homens;[6]
- a segunda divisão de dançarinos, de jovens;[6]
- a terceira divisão de dançarinos, de crianças;[6]
- dançarinos representando sátiros, que imitavam e satirizavam o movimento dos outros dançarinos;[7]
- os tocadores de flauta;[6]
- os tocadores de lira;[6]
- as pessoas que carregavam o incenso;[8]
- as imagens dos deuses.[8]

## No catolicismo
No catolicismo, normalmente acontecem em devoção a um santo (ou santos) e à Santíssima Trindade, onde se faz transportar o Santíssimo Sacramento ou as imagens de Jesus Cristo, de Virgem Maria ou de santos pelas ruas da localidade em festa.

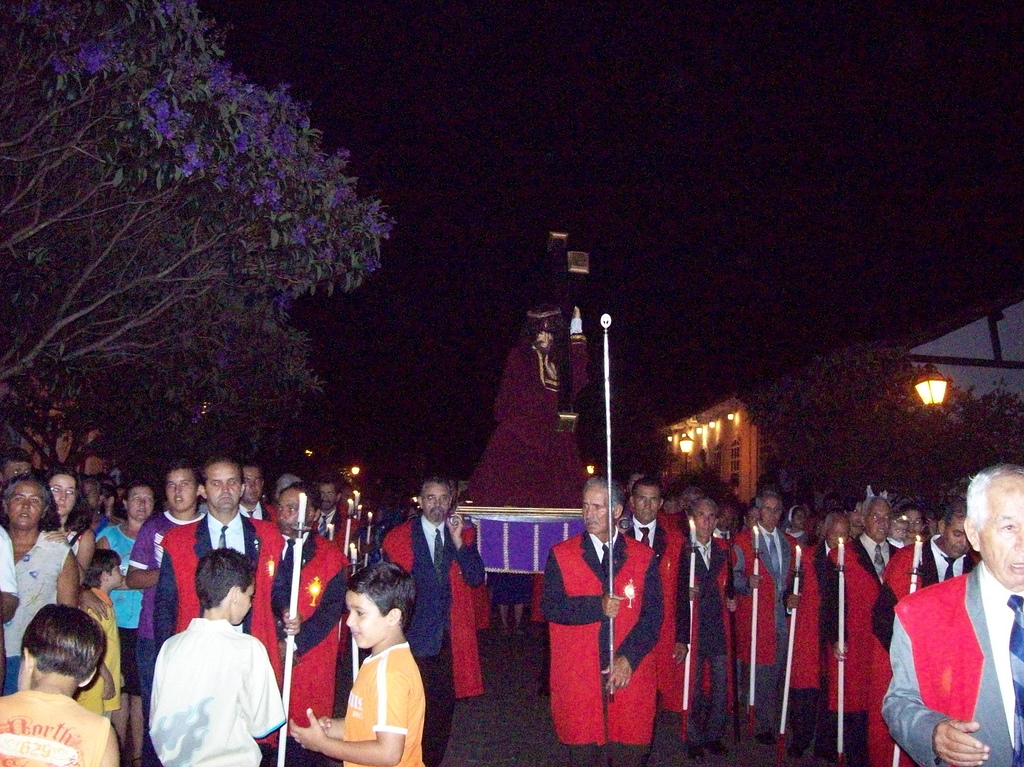
"Procissão do Encontro", uma procissão promovida pela Irmandade do Santíssimo e fiéis católicos durante a Semana Santa, em Pirenópolis, Brasil.

As procissões podem possuir um significado profundo para os fiéis e simbolizam a caminhada de oração do Povo de Deus, em comunidade, rumo à casa do Pai (Deus). Caminhar tem um sentido teológico muito caro aos cristãos: a Missão. Sair de sua casa, deixar seus familiares, para anunciar o Evangelho. Levar a Imagem do Santo pelas ruas significa espalhar as bençãos que a fé proporciona. Para os participantes, seguir uma procissão é seguir Jesus, que também andou em procissão rumo ao calvário, onde teria conquistado a salvação de toda a humanidade. Na Bíblia, no Antigo Testamento, são relatadas diversas procissões: (Êxodo 25:10-15, Josué 3:5-6;14-16, Josué 4:4-5;15-18, Josué 6:4, Números 10:33-34).

## Perspectiva protestante
As igrejas que praticam procissões, por tratar-se usualmente de uma ação de veneração, são comumente criticadas pelas religiões protestantes, que afirmam que tal culto seria considerada idolatria. Em alguns casos levada ao extremo, esta acusação provoca atos de intolerância e violência fanática por parte de protestantes.